# William Howe
General William Howe, William Howe, 5. vikont Howe (1729-1814) je bil britanski častnik vojak in poslanec. Boril se je v sedemletni vojni, ameriški revolucionarni vojni in britanski kampanji v francoski revoluciji.

## Zgodnje življenje
Howe se je rodil leta 1729 v Nottinghamshireu. Njegova starša sta bila Emmanuel in Charlotte Howe. Imel je tri brate, Georgea, Richarda in Thomasa. Howejeva mati Charlotte je bila v sorodu s kraljevo družino. Njena mati je bila Sophia von Kielmannsegg, polsestra kralja Jurija I.
Emmaneul Howe je umrl, ko je bil William Howe star pet let. Umrl je, ko je bil guverner Barbadosa. Njegova mati Charlotte je bila "Lady of the Bedchamber" (Gospa spalnice) matere kralja Jurija III., princese Auguste. Njena mati je bila polsestra kralja Jurija I, od njegovega očeta in druge ženske.
George Howe je šel v vojsko in postal general. Richard Howe je šel v mornarico in postal admiral flote. Thomas Howe je delal za Vzhodnoindijsko družbo. William Howe je kot deček obiskoval šolo Eton. Ko je bil star sedemnajst let, se je pridružil vojski.

## Vojaška kariera
William Howe si je kot častnik kupil provizijo, kar pomeni, da je plačal za službo. V vojski je začel kot častnik dragonec. Boril se je v vojni za avstrijsko nasledstvo v Flandriji.

### Sedemletna vojna
Howe je v Severno Ameriko prišel med sedemletno vojno (francosko-indijansko vojno). Britancem je pomagal zavzeti francosko Kanado. Bojeval se je v bitkah pri Montrealu, Belle Ile in Havani. Do konca vojne je bil podpolkovnik in generalni adjunkt.

### Med vojnama
Po sedemletni vojni, leta 1758, je bil Howe član britanskega parlamenta. Glasoval je za predlog britanski vladi, naj ne ravna slabo s ameriškimi kolonijami. Pisal je tudi učne knjige za vojsko.

### Ameriška osamosvojitvena vojna
Howe se je vrnil v vojsko, ko mu je kralj Jurij III naročil, naj to stori.
Leta 1775 je Howe za Britance dobil bitko pri Bunker Hillu. Sam je vodil može. Nato je bil imenovan za vrhovnega poveljnika britanske vojske v Ameriki. Leta 1776 je zmagal v bitki za Long Island in prisilil Georga Washingtona in kontinentalno vojsko, da sta pobegnila iz New Yorka.
Nato se je Howe odločil zavzeti Filadelfijo. Takrat je bila Filadelfija glavno mesto. Howe je zmagal v bitki pri Brandywineu, bitki pri Clouds in bitki pri Paoliju. Britanska vojska je nato nadzorovala Filadelfijo. Nato je Howe zmagal v bitki pri Germantownu, da bi preprečil kontinentalni vojski, da bi ga ponovno zavzela.
Ker pa je Howe zavzel Filadelfijo, ni mogel iti na sever, da bi pomagal generalu Burgoynu prevzeti nadzor v Saratoški kampanji nad Hudson Valley. Kontinentalna vojska, ki sta jo vodila Benedict Arnold in Horatio Gates je Burgoyna premagala v bitki pri Saratogi.
Leta 1778 je Howe odstopil iz britanske vojske v Ameriki. Odplul je nazaj v Anglijo.

### Kasnejša kariera
Howe se je ponovno boril za Britance v Španiji in v francoski revoluciji. Leta 1803 je prenehal z bojevanjem in leta 1814 umrl.